# Máximo Calvo
Máximo Calvo Cano (Cadalso, 1901 - Almoharín, 27 de diciembre de 1937) fue un jornalero, comerciante y político comunista de Extremadura (España), que fue alcalde de su localidad natal durante la Segunda República.

## Biografía
Jornalero primero y campesino con alguna pequeña parcela después, emigró a Cuba. Pasado un tiempo, en la década de 1930 regresó a España, ingresando en el Cuerpo de Carabineros con destino en La Línea de la Concepción. Después regresó a Cadalso para casarse y abrir una taberna. Fue elegido concejal en las elecciones municipales de 1931, y posteriormente alcalde. Durante los sucesos revolucionarios de 1934, su casa fue asaltada mientras la familia se encontraba en su interior por un grupo de extremistas de derechas. Con la intención de defender a su familia, responde a la agresión fascista efectuando varios disparos que hieren de muerte a uno de los asaltantes. Al día siguiente se entregó, siendo detenido y trasladado a la prisión provincial de Cáceres. En la cárcel no interrumpió su actuación política. Intentó extender el ideal comunista entre los reclusos, protagonizó protestas contra la situación carcelaria de los presos y se enfrentó a los oficiales que dirigían el penal. 
Tras el triunfo del Frente Popular en las elecciones del 16 de febrero de 1936, una de las primeras medidas fue conceder la amnistía a los presos políticos y de esta iniciativa se benefició Máximo Calvo que abandonaría la cárcel a finales de ese mes. Ya en libertad, vuelve a ser nombrado alcalde de Cadalso. Además es elegido Secretario General del Comité Político del PCE en la provincia de Cáceres. Al triunfar el golpe militar en su provincia, optó por marcharse a Badajoz donde el levantamiento militar había fracasado.
En la provincia pacense fue uno de los organizadores de las primeras milicias republicanas, participando en la batalla de Medellín, donde por primera vez fueron derrotados los fascistas en tierras extremeñas. La labor principal de Máximo Calvo desde la primavera de 1937 fue la de dirigir acciones guerrilleras en la retaguardia franquista, especialmente en la provincia de Cáceres. Tejió una red de enlaces y resistentes en la zona sublevada cacereña para obtener información de los movimientos de tropas y fuerzas para el XIV Cuerpo del Ejército Guerrillero.
Era el objetivo número uno de los fascistas en la provincia de Cáceres. Para intentar doblegarlo encarcelan a su mujer e internan a sus hijas en una institución religiosa y a su hijo en un hospicio. Máximo no acepta el chantaje y continua organizando grupos de apoyo logístico que hagan frente al franquismo. Finalmente es descubierto el 27 de diciembre en Almoharín, donde es asesinado por los enemigos del pueblo.
Extremadura Roja, órgano del Comité Regional del PCE, recogía la siguiente despedida en su número extraordinario del 1 de mayo de 1938: "Un héroe muerto por la causa del pueblo, el comandante Máximo Calvo, luchador probado a lo largo de muchos años de lucha cruenta contra la burguesía reaccionaria y los terratenientes semifeudales de Cáceres. Fue encarcelado y apaleado decenas de veces por la Guardia Civil, los esbirros de la burguesía, por destacarse al frente de los obreros y campesinos de Cáceres en defensa de sus intereses. Tu conducta, como la de tantos héroes caídos en la zona facciosa, será espejo donde se miren todos los antifascistas, todos los españoles honrados que ven ultrajada su patria por los crímenes del fascismo invasor".